# Wilhelm Petersen (Literaturkritiker)
Wilhelm Petersen (* 20. Januar 1835 in Kellinghusen; † 26. September 1900 in Schleswig) war ein deutscher Verwaltungsjurist und Literaturkritiker.

## Leben
Wilhelm Petersen besuchte das Katharineum zu Lübeck und die Gelehrtenschule des Johanneums. Nach dem Abitur studierte er Rechtswissenschaft an der Ruprecht-Karls-Universität Heidelberg, der Christian-Albrechts-Universität zu Kiel und der Georg-August-Universität Göttingen. Er wurde 1856 Mitglied des Corps Suevia Heidelberg (1856) und des Corps Holsatia aktiv. Petersen hatte Heidelberg wegen Beleidigung gegen Angestellte der Universität verlassen müssen und machte sowohl hier als auch in Kiel wegen seines lockeren Lebenswandels Schulden. Er wurde 1859 Gerichtsassessor und Beamter der dänischen Regierung Schleswig-Holsteins. Nach dem preußischen Sieg im Deutsch-Dänischen Krieg wurde er 1866 in den preußischen Verwaltungsdienst der Provinz Schleswig-Holstein übernommen; er wurde 1874 Regierungsrat und 1894 Geheimer Regierungsrat in Schleswig, zuständig für Landwirtschaft und Fischerei.
Wilhelm Petersen unterhielt literarisch Beziehungen zu Klaus Groth, Paul Heyse, Gottfried Keller, Wilhelm Jensen, Theodor Storm und weiteren Schriftstellern seiner Zeit. Er hinterließ eine umfangreiche Korrespondenz. Petersen war besonders eng mit Storm befreundet, der ihm seine Novelle Die Söhne des Senators widmete. Er selbst dilettierte sowohl als Dichter wie als Maler.

## Briefwechsel
- Irmgard Smidt (Hrsg.): Mein lieber Herr und bester Freund: Gottfried Keller im Briefwechsel mit Wilhelm Petersen. Stäfa (Zürich): Gut 1984, ISBN 3-85717-019-0
- Paul Heyse, Rainer Hillenbrand (Hrsg.): Paul Heyses Briefe an Wilhelm Petersen : Mit Heyses Briefen an Anna Petersen, vier Briefen Petersens an Heyse und einigen Schreiben aus dem Familienkreise, Lang, Frankfurt am Main 1998
- Gerd Eversberg:  Klaus Groth und Wilhelm Petersen. Eine vergessene Freundschaft. Mit unveröffentlichten Briefen. Volltext